# Менгершид
Менгершид (нем. Mengerschied) — община в Германии, в земле Рейнланд-Пфальц. 

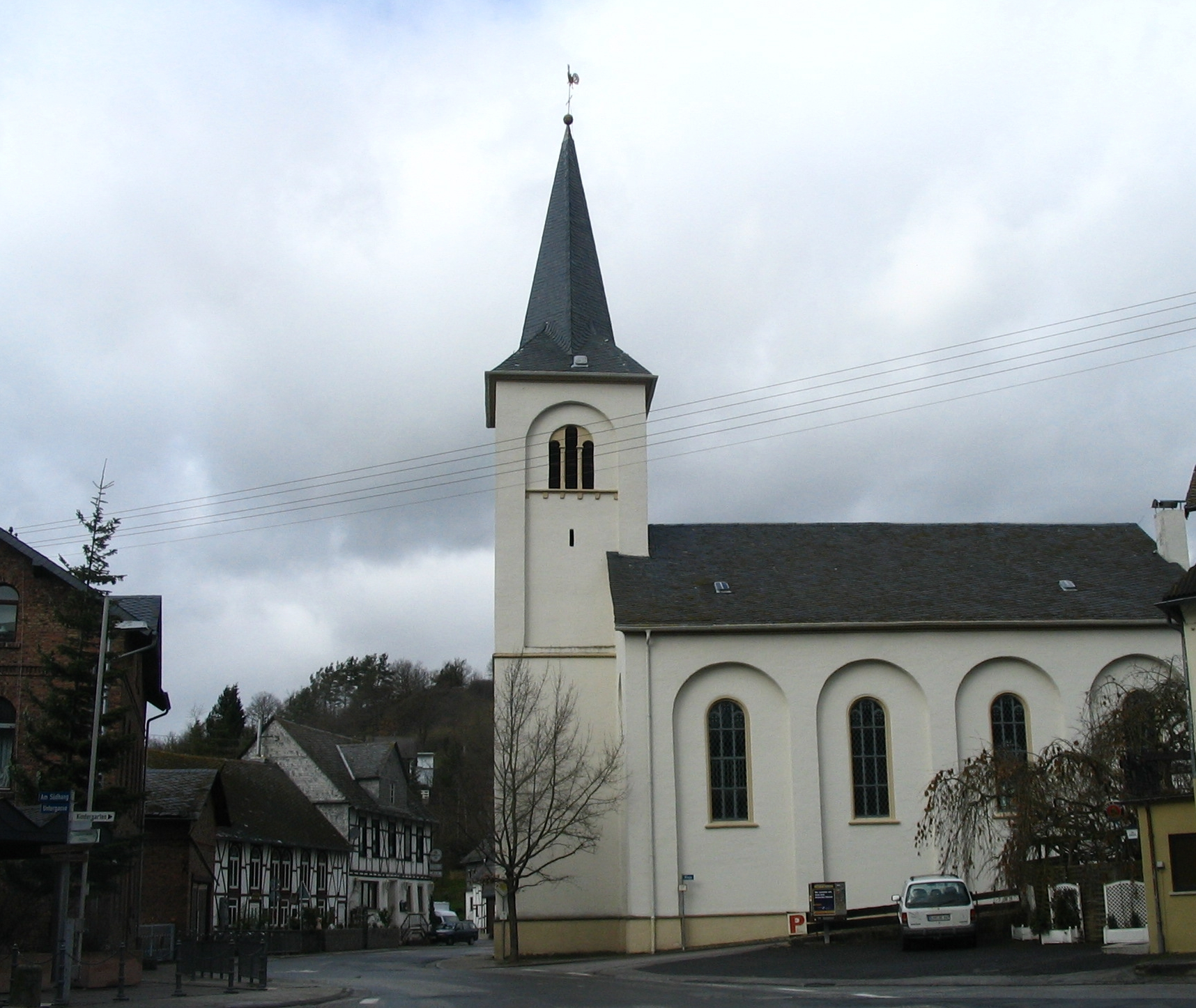
Церковь

Входит в состав района Рейн-Хунсрюк. Подчиняется управлению Зиммерн.  Население составляет 743 человека (на 31 декабря 2010 года). Занимает площадь 9,53 км².